# シュコダ28Tr
シュコダ28Tr（Škoda 28Tr）は、チェコのシュコダ・エレクトリックが展開していたトロリーバス車両。車体の製造はポーランドのソラリスが手掛けており、シュコダ28Tr ソラリス（Škoda 28Tr Solaris）と呼ばれる事もある。

## 概要
シュコダグループの企業であるシュコダ・エレクトリックは2000年代以降、バスやトロリーバスの製造を手掛ける他企業と契約を結んだ上で、それらの企業が手掛ける車体を用いた新型トロリーバス車両の生産を実施している。当初はイリスバスとの間の独占契約であったが2008年以降はポーランドの車両メーカーであるソラリスが製造する車体を用いた車両も展開するようになった。その1つがシュコダ28Trで、ソラリスのトロリーノ15（Trollino 15）の同型車両である。
全長15 m、後方に2つの車軸を有する3軸バスで、2軸バスと比べ高い収容力を有するのが特徴である。車内は全て低床構造で、右側に3箇所設置されている乗降扉のうち中央部の扉の下には収納式スロープが設置され、車椅子での乗降の容易さが図られている。また、ニーリング機構を用いることで停車時に扉側の高さを下げる事も可能である。電気機器はシュコダ・エレクトリック製のものを使用しており、顧客の需要に応じて非電化区間でも走行可能なようディーゼル発電機を搭載する事も可能である。
以下の3都市に導入されたが、車体の生産元であったソラリスがトロリーノ15の生産を2018年に終了したため、それ以上の生産は実施されていない。

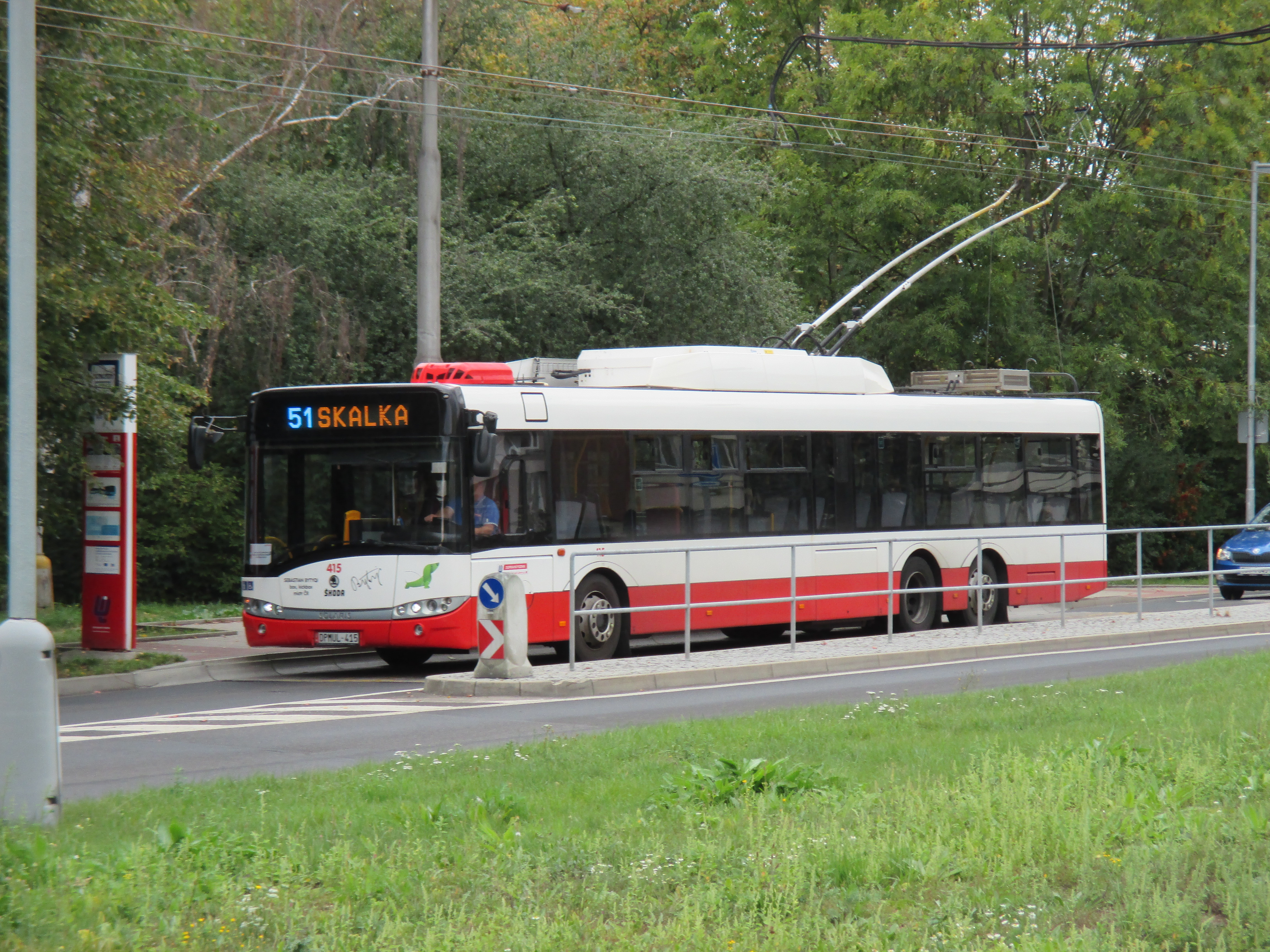
ウースチー・ナド・ラベム・トロリーバス （ウースチー・ナド・ラベム、18両） （2019年撮影）
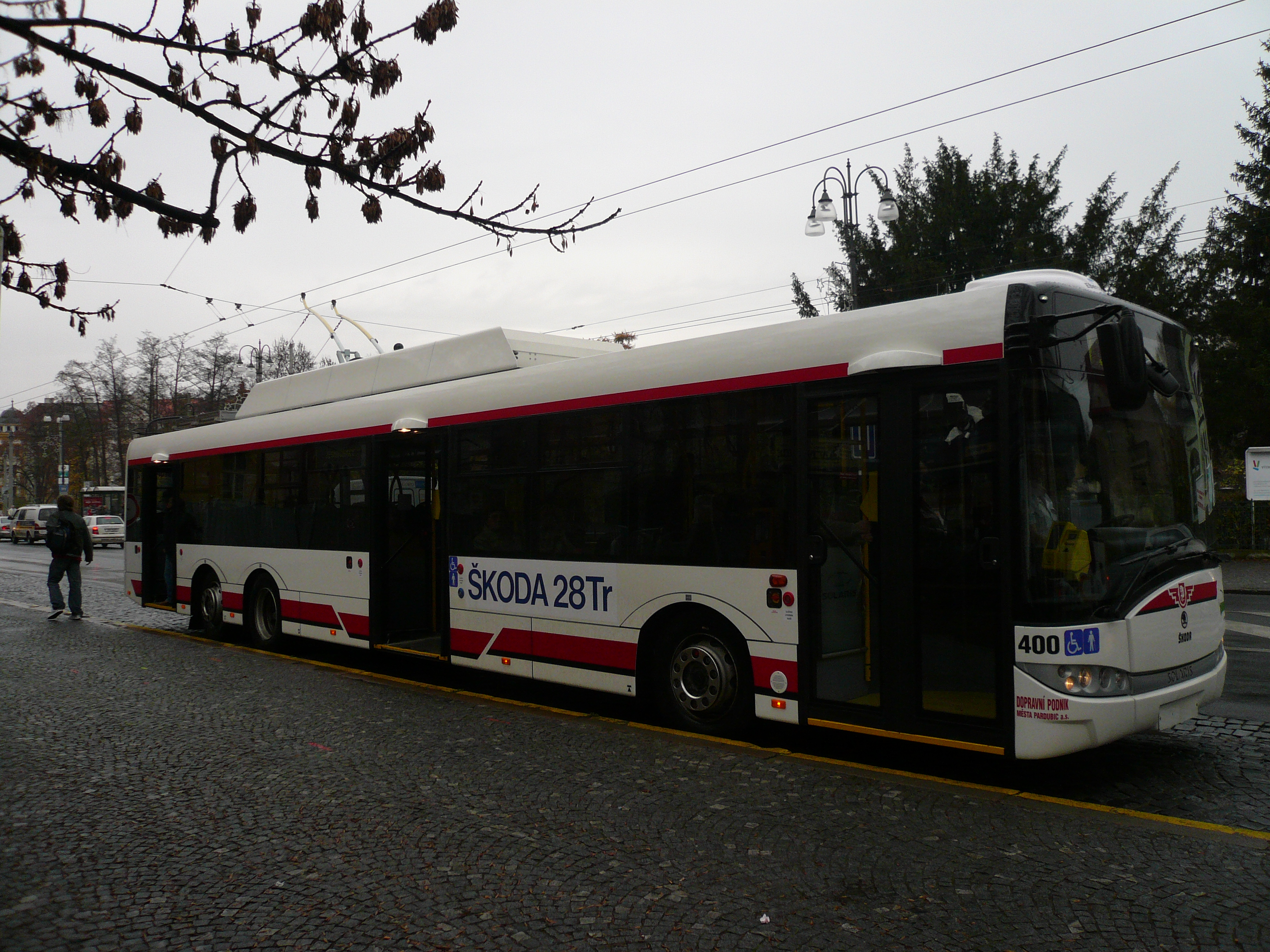
パルドゥビツェ・トロリーバス （パルドゥビツェ、10両） （2008年撮影）
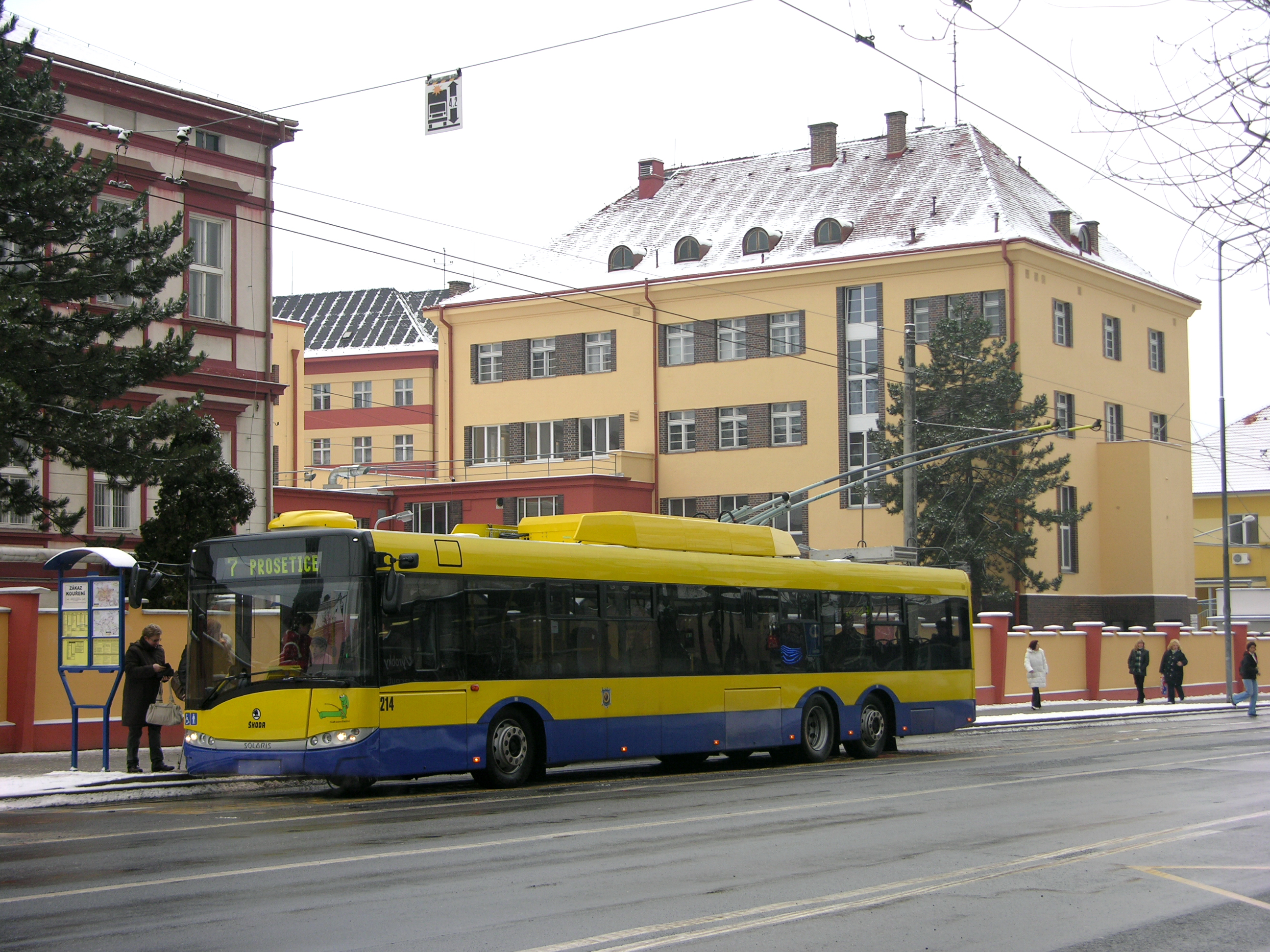
テプリツェ・トロリーバス （テプリツェ、7両） （2010年撮影）

## 参考資料
- Marcin Połom; Bohdan Turżański (2011-4). “Doświadczenia Solaris Bus & Coach w produkcji trolejbusów”. TTS Technika Transportu Szynowego (Instytut Naukowo-Wydawniczy "TTS" Sp. z o.o) 2022年3月9日閲覧。.
- Marcin Połom; Bohdan Turżański (2019-9). “Produkcja i sprzedaż trolejbusów marki Solaris w latach 2015–2018” (PDF). TTS Technika Transportu Szynowego (Instytut Naukowo-Wydawniczy „SPATIUM” sp. z o.o):  7-13 2022年3月9日閲覧。.